# Kozace, Hrîstînivka
Kozace (în ucraineană Козаче) este un sat în comuna Mala Sevasteanivka din raionul Hrîstînivka, regiunea Cerkasî, Ucraina.

## Demografie
Componența lingvistică a localității Kozace
     Ucraineană (94,91%)
     Rusă (5,09%)
Conform recensământului din 2001, majoritatea populației localității Kozace era vorbitoare de ucraineană (94,91%), existând în minoritate și vorbitori de rusă (5,09%).